# آسف للإزعاج (فلم)
آسف للإزعاج هو فيلم مصري عُرض سنة 1988، بطولة صلاح ذو الفقار ورغدة، عن قصة الكاتب أنيس منصور، سيناريو وحوار فيصل ندا وإخراج شفيق شامية.

## القصة
في إطار درامي تشويقي مثير تدور الأحداث عن رفعت صبري (صلاح ذو الفقار) الكاتب الشهير يقرر قرارا غريبا ليوضح وجهة نظره في قضية معينة تخُص مصلحة بلده. وهو والد شاب ناجح في عمله، ولكنه لديه بعض الطموح الذي لا يتحقق أبدا، بالإضافة إلى علاقته القوية مع والده الذي يشجعه دوما، وتطارده مكالمات تليفونية غامضة، عندما يحاول تحقيق طموحه ويقع في حب فتاة، يكون على موعد مع مفاجأة عنيفة للغاية تكاد تنسف كيانه النفسي بالكامل وهذه المفاجأة تخُص والده.

## فريق العمل
- قصة: أنيس منصور
- سيناريو وحوار: فيصل ندا
- إخراج: شفيق شامية
- تأليف الأغاني: عبد السلام أمين
- غناء: محمد ثروت
- الموسيقى التصويرية والألحان: عبد العظيم عويضة
- إنتاج: أفلام التليفزيون
- توزيع: أفلام التليفزيون
- المنتج الفني: ممدوح الليثي

## طاقم التمثيل

### بطولة
- صلاح ذو الفقار
- رغدة
- فايزة كمال
- مصطفي متولي
- نبيل بدر
- ماجدة حمادة
- صلاح نظمي
- كمال ياسين
- ناهد سمير
- اعتدال شاهين
- بدر نوفل
- جليلة محمود
- لطفي عبد الحميد
- علي جوهر

### بالاشتراك مع
| - زكريا سليمان - ناهد سمير - عبد الوهاب الحديدي - عادل برهام - أبو الفتوح عمارة - أحمد أبو عبية - فاروق سليمان - فوزية الأنصاري - أمين عنتر - خليل مرسي - مصطفى حشيش - نجيب رشدي | - أحمد عبد الهادي - أنور ناشد - يوسف حسين - مصطفى كمال - محب كاسر - شفيق الشايب - عزت عبد الجواد - فتحية رشدي - سيد عبد الباسط - موسى سالم - سيد مصطفى - سيد عبد الفتاح - شريف إدريس |